# Wohn- und Geschäftshaus Hauptstraße 15 (Radebeul)
Das Wohn- und Geschäftshaus Hauptstraße 15 liegt in der Ursprungsgemarkung der sächsischen Stadt Radebeul.

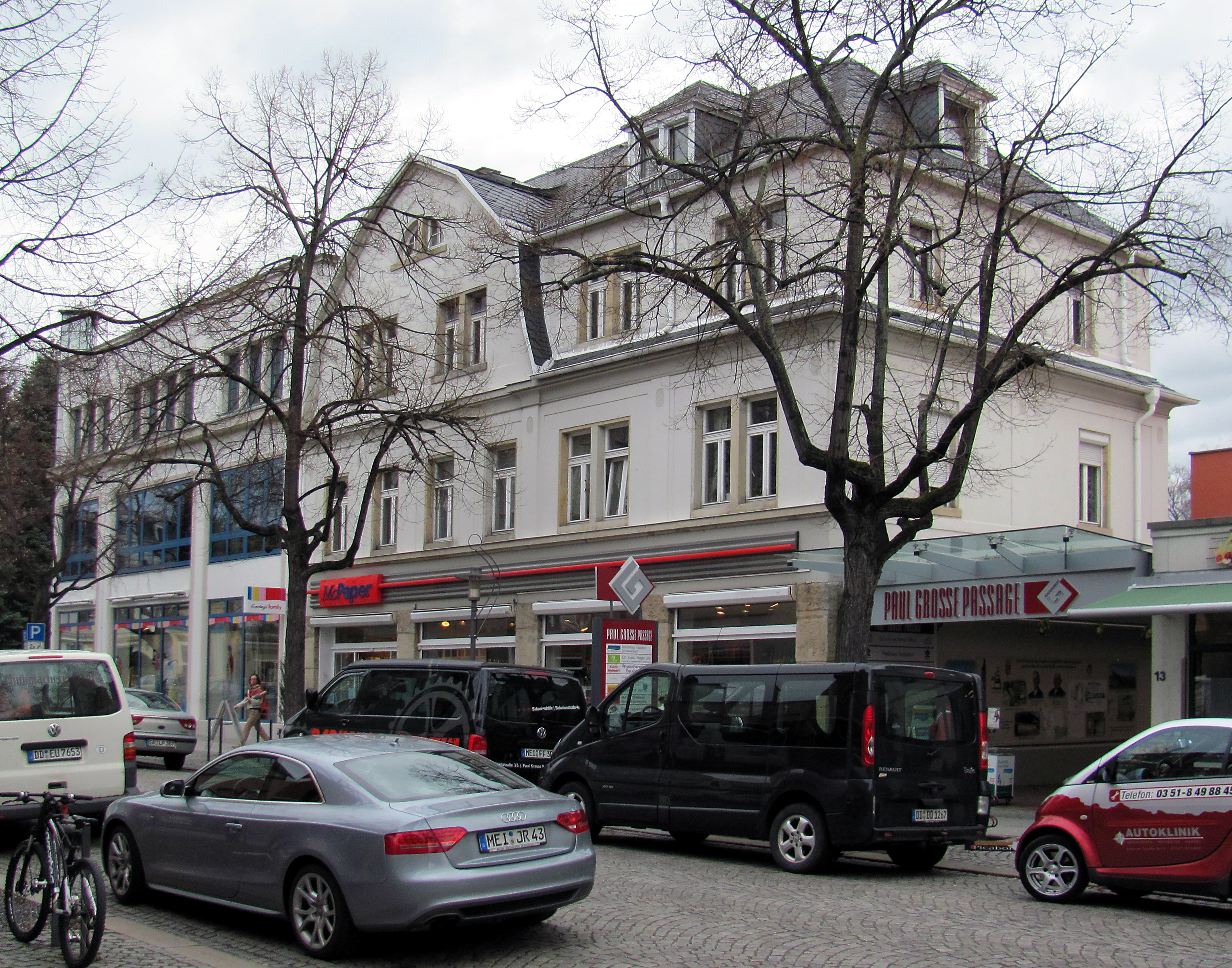
Hauptstraße 15, links daneben die Wichernstraße 1a/1b

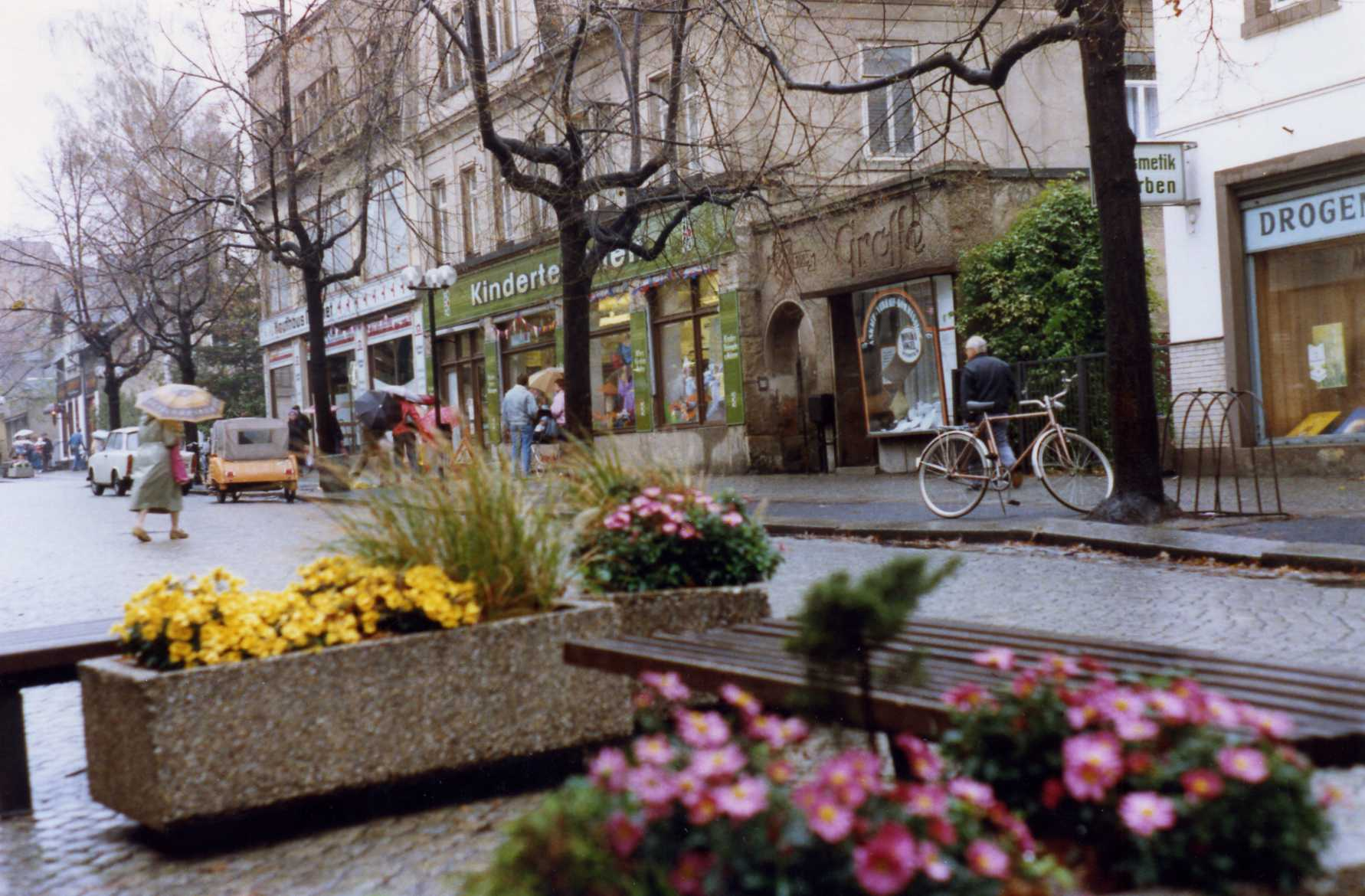
Hauptstraße 15 und links daneben die Wichernstraße 1a/1b am 7. November 1989

## Beschreibung
Das zweigeschossige, denkmalgeschützte Wohn- und Geschäftshaus war ursprünglich freistehend, was auf der rechten Seite heute noch gegeben ist, während es auf der linken Seite mit dem Geschäftshaus Wichernstraße 1a/1b verbunden ist.
Das Gebäude hat ein voll ausgebautes Mansarddachgeschoss, wodurch sich der Eindruck eines dritten Stockwerks mit Dach ergibt. In diesem sorgen Gauben für weitere Belichtung. In der asymmetrischen Straßenansicht findet sich links ein großer, geknickter Giebel. Der Putzbau ist sparsam gegliedert, die Fenster werden durch Sandsteinelemente eingefasst.

## Geschichte
Im Jahr 1882 wurde an dieser Stelle eine zweigeschossige, freistehende Villa mit quadratischem Grundriss errichtet, die 1899 durch seitliche Anbauten erweitert wurde. 1910 wurde das Gebäude durch einen weiteren Umbau zum heutigen Wohn- und Geschäftshaus verändert.